# Языки Сингапура
Согласно конституции Сингапура (ст. 153A) официальными языками Сингапура являются английский, малайский, китайский (севернокитайский; хуаюй) и тамильский, при этом малайский язык имеет дополнительный статус национального языка. Официальное многоязычие и широкое распространение других языков отражает многорасовый, многокультурный и многонациональный характер Сингапура: всего в 2009 году в Сингапуре было распространено более 20 языков.
Сингапур, являвшийся крупным торговым центром как во времена колониализма, так и в настоящее время, долгое время привлекал выходцев из Азии и других регионов мира, языки которых влияли на местную языковую ситуацию. Некоторые языки играют роль лингва франка и/или являются престижными, статус других языков ниже.
Исторически роль лингва франка и одновременно языка сингапурской элиты играл малайский язык — язык торговли во всём Малайском архипелаге. Сегодня он продолжает использоваться сингапурскими малайцами, однако среди других этнических групп был вытеснен английским. Лингва франка китайской диаспоры первоначально являлся южноминьским языком, также вытесненный к концу XX века английским и хуаюй. Сингапурское правительство поддерживает использование китайской общиной стандартного варианта китайского, рассматривая его как мост между различными этническими группами китайцев и как инструмент создания общекитайской идентичности. Рост экономики КНР в XXI столетии также увеличил популярность хуаюй. С другой стороны, другие диалекты китайского (хокло, чаошаньский, хайнаньский, хакка и кантонский) рассматриваются на правительственном уровне как диалекты. Языковая политика правительства ведёт к постепенному снижению их популярности.

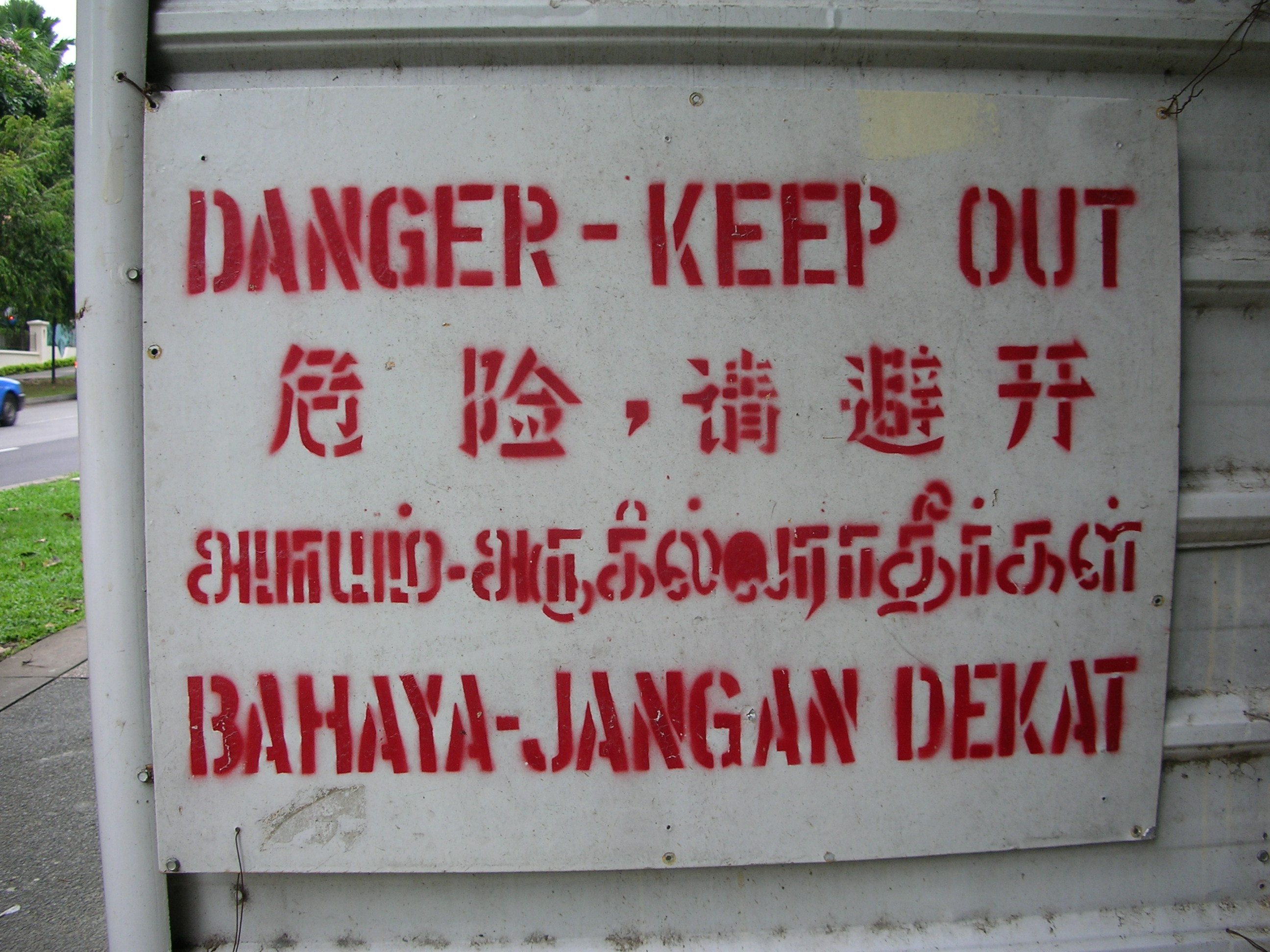
Дорожный знак на четырёх языках: английском, китайском (упрощённая иероглифика), тамильском и малайском.

Доля жителей Сингапура, использующих английский язык дома в качестве основного языка выросла с 32 % в 2010 году до 48 % в 2020 году. Таким образом, английский язык стал более распространённым, чем китайский (39 % в 2020 году с учётом всех диалектов). На малайском дома разговаривали в 2020 году 9%, на тамильском - 2,5%.

## Английский язык
Сингапурский вариант английского языка является неотъемлемой частью сингапурской национальной идентичности. Английский язык официально является основным языком образования по всем предметам за исключением родного языка.
Английский был введён в Сингапуре британцами в 1819 году после создания на острове порта и затем колонии. В колониальный период английский стал престижным языком государственного управления, законодательства и бизнеса. Его популярность ещё более выросла благодаря широкому распространению англоязычных СМИ.
После получения в 1959 году самоуправления и в 1965 независимости сингапурское правительство решило оставить английский в качестве основного языка, чтобы максимально использовать экономические преимущества: в то время английский уже стал глобальным языком коммерции, технологии и науки, и стимулирование его использования было призвано ускорить развитие Сингапура и его интеграцию в мировую экономику.
Кроме того, использование английского языка в качестве лингва франка послужило мостом, соединяющим различные этнические группы Сингапура. Значение, придаваемое английскому языку, выразилось в переходе сингапурских школ на английский язык обучения: в период с начала 1960 до конца 1970 годов число учеников, поступавших в начальные англоязычные школы, выросло с 50 % до 90 %. Посещаемость китайских, малайских и тамильских школ постоянно падала, школы закрывались. Наньянский университет, осуществлявший обучение на китайском языке[каком?], несмотря на протесты также перешёл на английский.
Использование английского языка в стране резко возросло: в декабре 2009 года министр образования Сингапура отметил, что существует усиливающаяся тенденция использования английского языка в качестве домашнего. 60 % детей китайского и индийского, и 35 % малайского происхождения, поступивших в 2009 году в начальную школу, разговаривало дома преимущественно на английском языке.
Так как сингапурское общество состоит из потомков иммигрантов из различных областей Азии, домашний язык сингапурцев не обязательно совпадает с преобладающим лингва франка, например английским или даже языком данной национальности. В течение многих лет домашний язык многих сингапурских семей изменился под влиянием одного из преобладающих языков Сингапура или в результате языковой политики правительства. 
|      | Английский | Китайский (Хуаюй) | Прочие китайские диалекты | Малайский | Тамильский | Прочие языки |
| ---- | ---------- | ----------------- | ------------------------- | --------- | ---------- | ------------ |
| 1990 | 18.8       | 23.7              | n/a                       | 14.3      | 2.9        | n/a          |
| 2000 | 23.0       | 35.0              | 23.8                      | 14.1      | 3.2        | 0.9          |
| 2010 | 32.3       | 35.6              | 14.3                      | 12.2      | 3.3        | 2.3          |
| 2015 | 36.9       | 34.9              | 12.2                      | 10.7      | 3.3        | 2.0          |
| 2020 | 48.3       | 29.9              | 8.7                       | 9.2       | 2.5        | 1.4          |

## Китайский язык
В целом, лингва франка китайского населения Сингапура является стандартный вариант севернокитайского — хуаюй. Обычно его называют просто «китайским языком» и он считается родным языком сингапурцев китайского происхождения несмотря на то, что их предки могли говорить на других китайских идиомах.
Севернокитайский язык был введён в Сингапуре в 1920 годах, когда китайские школы Сингапура (под влиянием китайского «Движения за новую культуру») начали переходить на хуаюй. Ещё больше таких школ было основано в 1930 и 1940 годах, что привело к широкому распространению языка.
В 1950 годах Наньянский университет — первый китайский университет в Сингапуре и за пределами Китая — начал удовлетворять потребности сингапурских китайцев в высшем образовании на родном языке. Образованные китайцы перешли на хуаюй. В 1979 году правительство начало кампанию по пропаганде севернокитайского языка — «Speak Mandarin Campaign».
Сегодня хуаюй рассматривается как инструмент сохранения общей идентичности сингапурских китайцев.
В таблице показано изменение распространенности английского, хуаюй и других китайских диалектов в качестве домашнего языка китайского населения Сингапура в 1990 и 2000.
| Домашний язык китайского населения | 1990 тыс. чел. | 2000 тыс. чел. | 1990 % | 2000 % | Изменение % |
| ---------------------------------- | -------------- | -------------- | ------ | ------ | ----------- |
| Китайский (Хуаюй)                  | 566,2          | 1008,5         | 30,1   | 45,1   | 78,1        |
| Прочие китайские диалекты          | 948,1          | 685,8          | 50,3   | 30,7   | −27,7       |
| Английский                         | 363,4          | 533,9          | 19,3   | 23,9   | 46,9        |
| Другие                             | 6,4            | 7,9            | 0,3    | 0,4    | 23,4        |
| Всего                              | 1884,0         | 2236,1         | 100,0  | 100,0  | 18,7        |

### Другие китайские идиомы
В Сингапуре также распространены другие китайские языки-диалекты, например, фуцзяньский, чаошаньский, кантонский, хакка и хайнаньский. Фуцзяньский диалект был лингва франка сингапурских китайцев и неофициальным языком бизнеса вплоть до 1980 годов. Он также  широко изучался малайцами и индусами для общения с китайским большинством.

#### Южноминьский язык
Первые носители были мигрантами, приехавшими в Сингапур из южных провинций Китая, в частности Фуцзяня. Сам язык происходит из китайских провинций Цюаньчжоу и Чжанчжоу. В настоящее время фуцзяньские диалекты распространены в Индонезии, Малайзии и Сингапуре. В 2005 году на этом языке говорило 17015 сингапурских семей . Носители диалекта составляют крупнейшую группу китайского населения Сингапура.

#### Чаошаньский диалект
В 2000 году 21 % сингапурских китайцев имело чаошаньское происхождение . Они являются потомками мигрантов из восточных провинций Китая — Чаочжоу, Шаньтоу и Цзеяна. В 2005 году чаошаньский язык в качестве домашнего использовали 115107 человек.

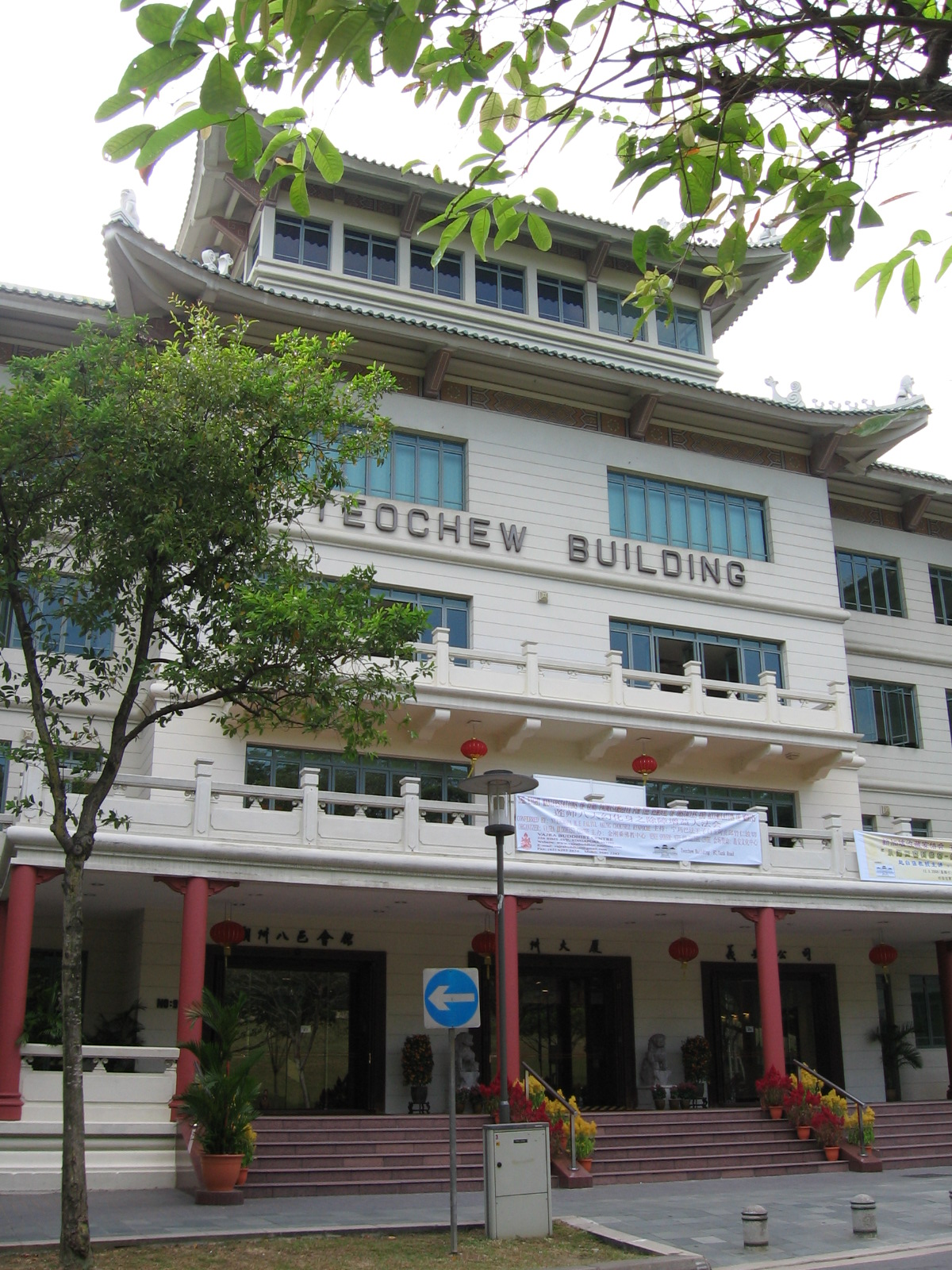
В Чаошаньском доме расположен «Ngee Ann Kongsi» — объединение чаошаньских кланов Сингапура.

#### Кантонский
Лица, говорящие на кантонском диалекте, составляют 15,4 % сингапурских китайцев (2000 год) — выходцев из южных областей провинции Гуандун. Кантонский язык использует в быту 136753 сингапурцев.

#### Хакка
В 2000 году народность хакка составляла 7,9 % китайского населения Сингапура. Хакка происходят из северо-восточных районов провинции Гуандун. На 2005 год говорило на хакка и прочих менее распространенных диалектах китайского языка говорило 3199 семей .

#### Хайнаньский диалект
Выходцы с Хайнаня (главным образом из северо-восточной части провинции) составляли в 2000 году 6,7 % китайского населения Сингапура. Их число невелико, и они включены в 43 343 человек, говорящих на менее распространенных китайских диалектах.

## Малайские языки
Малайский исторически являлся и продолжает оставаться национальным языком Сингапура. Малайское наследие Сингапура подчёркивается как ст. 152.1 конституции, в которой зафиксирован особый статус малайцев как коренного населения Сингапура, так и использованием малайского языка в государственном гимне и командах в вооружённых силах.
Язык распространён в основном среди малайцев — коренного населения Сингапура. С лингвистической точки зрения большинство сингапурских малайцев говорит на говоре Джохор-Риау, распространённом на западе полуострова Малакка. На малайском языке также говорит старшее поколение сингапурских китайцев, индусов и европейцев.

### Другие диалекты малайского языка
Исторически до провозглашения в 1965 году независимости сингапурцы использовании в качестве лингва франка пиджинизированный вариант малайского языка — «базарный малайский» (Bahasa Melayu Pasar), однако после обретения независимости данный язык был замещён английским.
На баба малай — креольском языке на основе малайского возникший под влиянием южноминьского языка и «базарного малайского», сегодня говорит примерно 10 000 сингапурских перанаканов.
Другие малайские языки и диалекты также были распространены в Сингапуре. К ним относится бугийский, минангкабау, батакский, сунданский, бавеанский и банджарский и другие. Использование этих диалектов со временем снизилось за счёт распространения бахаса мелаю — стандартной формы малайского языка, распространённой в Сингапуре, Малайзии и Брунее и схожей с индонезийским языком.

## Индийские языки

### Тамильский
В 2010 году лица индийского происхождения составляли 9,2 % населения Сингапура. Около двух третей из них говорили на тамильском языке и являлись выходцами из юго-восточного индийского штата Тамилнад. На 2005 год около 38,8 % индусов Сингапура часто говорило на тамильском дома: этот показатель снизился с 2000 года, когда на тамильский язык использовало в быту 45,3 % сингапурских индусов.
Язык преподается в школах в качестве родного, однако в некоторых школах предмет отсутствует из-за низкого числа учеников тамильского происхождения. Ученики этих школ посещают Umar Pulavar Tamil Language Centre (UPTLC), в котором осуществляется внеурочное преподавание тамильского языка на всех уровнях. Центр был преобразован из закрытой в 1975 году George’s Tamil Primary School.

### Другие индийские языки
Другими распространёнными индийскими языками являются малаялам, телугу, каннада, хинди, панджаби и гуджарати.
В Сингапуре действует Hindi Society — крупнейшее учреждение по распространению языка хинди. Обучение языку проводится в семи центрах хинди, 54 школы участвуют в Parallel Hindi Programme (PHP). Они обеспечивают полный объём образования на хинди — от дошкольного до предуниверситетского.

## Европейские языки

### Кристанг
Кристанг — креольский язык, распространённый среди сингапурских и малайских европейцев португальского происхождения. Язык возник в результате заимствования португальскими колонистами слов из малайского, китайского, арабского и индийских языков. После перехода Сингапура под британское управление популярность кристанга снизилась, так как европейцы перешли на английский язык. В настоящее время язык распространён среди лиц старшего поколения.

## Двуязычие и многоязычие
Большинство сингапурцев знает английский язык и один из четырёх официальных языков: например, большинство китайцев может говорить на английском и хуаюй. Некоторые, особенно лица старшего поколения, могут говорить на малайском и одном из китайских диалектов — южноминьском, чаошаньском, кантонском, хакка и/или хайнаньском. По заявлениям правительств Сингапура англо-китайское двуязычие распространяется, в то время как многоязычие снижается.